# 毒莠定
毒莠定（也称为毒草定、氨氯吡啶酸）是一种含氮有机化合物，化学式C
6H
3Cl
3N
2O
2，属于吡啶-2-甲酸类除草剂。